# Wapen van Horst (Limburg)

Wapen van Horst

Het wapen van Horst werd op 19 augustus 1890 verleend door de Hoge Raad van Adel aan de Limburgse gemeente Horst. Per 2001 ging Horst op in gemeente Horst aan de Maas. Het gemeentewapen kwam daardoor te vervallen. Het wapen van Horst werd opgenomen in het wapen van Horst aan de Maas.

## Blazoenering
De blazoenering van het wapen luidde als volgt:
Van goud, beladen met drie dwarsbalken van sabel, en omgeven door het randschrift ""Gemeentebestuur van Horst""
De heraldische kleuren zijn goud (goud of geel) en sabel (zwart). Hoewel in de blazoenering het randschrift vermeld staat, werd deze niet in de afbeelding van het register van de Hoge Raad van Adel ingetekend.

## Geschiedenis
Vanaf 1628 voert de schepenbank als wapen een wapenschild bestaande uit drie zwarte dwarsbalken op een geel veld, dat is ontleend aan dat van de oude heren van Horst, de familie Van Mirlaer. Ook heeft het wapen bestaan als heerlijkheidswapen.

## Verwant wapen

Wapen van Horst aan de Maas